# Bisbee (Arizona)
Bisbee város az USA Arizona államában, Cochise megyében, melynek megyeszékhelye. Lakosainak száma 4923 fő (2020. április 1.).

## Népesség
A település népességének változása:

| 2010 | 5 575 |
| 2020 | 4 923 |